# Mark Strickson
Mark Strickson (ur. 6 kwietnia 1959 w Stratford-upon-Avon) – brytyjski aktor, producent i reżyser, najbardziej znany jako odtwórca roli Vislora Turlougha w brytyjskim serialu science-fiction pt. Doktor Who.

## Życiorys
Strickson urodził się w Stratford-upon-Avon jako syn Julie Brennon oraz Delny Britton. Uczył się w King Edward VI Grammar School (w tej samej szkole uczył się William Shakespeare). Był chórzystą w kościele Holy Trinity Church, gdzie jego ojciec był organistą oraz dyrygentem. Studiował dramat na Royal Academy of Dramatic Art w Londynie.
Jedną z pierwszych ról jaką otrzymał Strickson, to gościnne pojawienie się w brytyjskim serialu medycznym pt. Angels w 1982 roku.
W latach 1983–1984 grał rolę Vislora Turlougha w brytyjskim serialu science-fiction, produkcji BBC pt. Doktor Who. Łącznie zagrał w 33 odcinkach (10 historiach). Do historii, w których zagrał zalicza się również specjalny odcinek na 20-lecie istnienia serialu pt.: The Five Doctors (1983). Jego postać była towarzyszem piątego Doktora (Peter Davison).
W 1984 zagrał młodego Ebenezera Scrooge w adaptacji filmowej książki pt.: Opowieść wigilijna. Strickson przeprowadził się do Australii, gdzie studiował zoologię w Armidale na Uniwersytet Nowej Anglii. Później zamieszkał w Dunedin w Nowej Zelandii.
Następnie Strickson został producentem oraz reżyserem programów dokumentalnych o przyrodzie i naturze. Produkował dla takich stacji jak Discovery Channel, BBC, ITV, Channel 4 czy Animal Planet. To on rozpoczął karierę Steve Irwina w takich programach jak The Ten Deadliest Snakes in the World.
Od października 1999 występuje w słuchowiskach produkcji Big Finish związanych z Doktorem Who w roli Turlougha.